# Tunnel des Monts
Le tunnel des Monts est un tunnel routier situé sur la commune de Chambéry, dans le département de la Savoie, en France.

## Présentation
Le tunnel des Monts a été inauguré le 21 décembre 1981,. Il permet de franchir la colline de Lémenc (dite aussi « colline des Monts » ou simplement « Les Monts ») qui est un contrefort calcaire du massif des Bauges. Il est composé de deux tubes parallèles formant une légère courbe à 20 mètres l'un de l'autre. Chacun de ces tubes est unidirectionnel et ils sont de sens opposés. Jusqu'en juillet 1985, chaque tube comprenait deux voies puis après cette date celui-ci passera à trois voies. Trois galeries de communications permettent de relier les deux tubes. Le tunnel est traversé par la N 201. La vitesse y est limitée à 90 km/h. Cette structure fait partie de la voie rapide urbaine, appelée également VRU. Cette voie rapide permet, entre autres de contourner le centre de la commune de Chambéry, mais aussi de faire la liaison entre les péages de Chambéry-Nord (A43 et A41 Nord) et de Chignin (A43 et A41 Sud).
Longueur des tubes
- Le tube nord (Italie / Albertville / Grenoble → Lyon / Genève) : 889 m
- Le tube sud (Lyon / Genève → Grenoble / Albertville / Italie) : 870 m

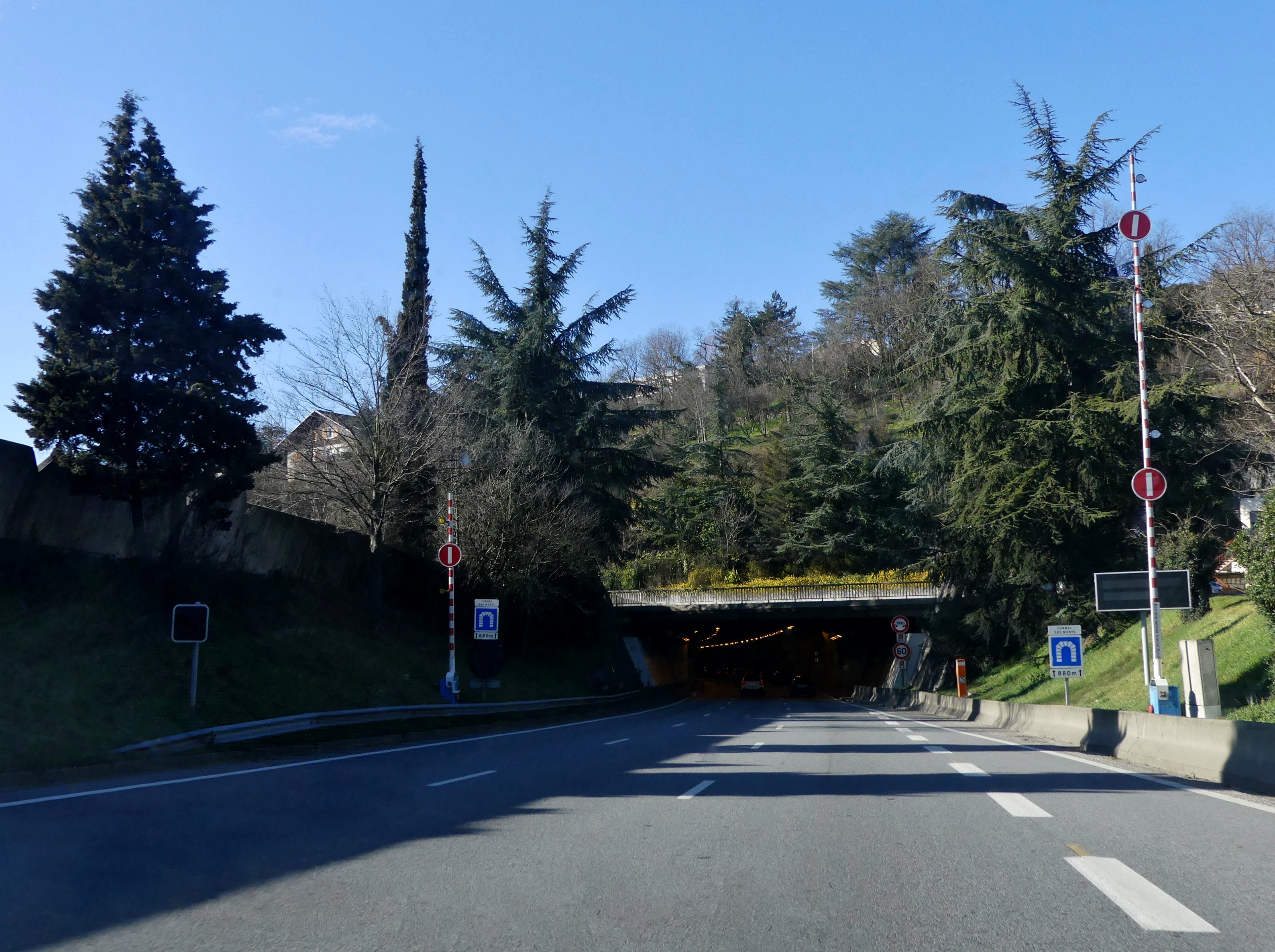
Entrée sud du tunnel (tube nord).

## Contrôle radar
Les deux tubes de ce tunnel sont équipes d'un radar automatique. Les deux radars sont placés une centaine de mètres avant les entrées respectives des tubes.
Voici quelques informations ci-dessous :
- Modèle : radar automatique de 3e génération datant de 2007.
- Coordonnées longitude et latitude de l'emplacement du radar : N 45.57760 - E 5.91977.
- Position du flash : flashage arrière des véhicules.
- Signalétique : un petit panneau sur le côté gauche et un grand panneau sur le côté droit à une distance d'environ 300 mètres avant le radar.

## Sources et références
1. ↑  Bernard Boy, Le tunnel des Monts. Réhabilitation de l'ouvrage, dans "Travaux", septembre 2005, n. 822
2. 1 2 3  Bernard Boy et Jean-Paul Mizzi, Le tunnel des Monts : Réhabilitation de l'ouvrage, éd. Science et industrie, ISSN 0041-1906
3. ↑  
« Chamonix sans bouchon », Le Monde, 23 décembre 1981 [lire en ligne]
4. ↑  Information spécialisée sur les radars routiers automatiques - Radars-auto.com